# Pitchshifter
Cet article traite d'un groupe de metal britannique. Pour l'effet audio, voir Pitch shift
Pitchshifter est un groupe britannique de metal-électronique, originaire de Nottingham, Nottinghamshire. Formé en 1989, le groupe débute initialement avec le bassiste et chanteur Mark Clayden, et les guitaristes Johnny A. Carter et Stuart Toolin. Le groupe gagne en popularité grâce à leur album, www.pitchshifter.com en 1998, mélangeant musique électronique du genre drum and bass au metal et au rock, équivalent à d'autres musiques du genre comme The Prodigy.
Le groupe est également connu à ses débuts pour son metal industriel par guitare downtuned et boîtes à rythmes, cité comme l'une des prémices du genre avec Godflesh. Leur single du film Mortal Kombat : Destruction finale est certifié disque de platine, et leur album Deviant publié en 2000, atteint la 39e place du Billboard 200. Depuis sa formation, le groupe compte un total de six albums studio, trois EP, et huit vidéoclips. Il a également joué à de nombreux festivals dont l'Ozzfest, le Phoenix Festival et Damnation Festival.

## Biographie

### Formation et popularisation (1989-1999)
Le groupe est formé en 1989 sous le nom de Pitch Shifter par le bassiste Mark Clayden avec son frère et chanteur JS Clayden, et les guitaristes Johnny Carter et Stuart Toolin. À cette période, le groupe joue fréquemment dans des soirées locales avant d'être remarqué par le label Peaceville Records. En ce temps, JS souhaitait vivre en France pour y vendre des tableaux. Durant 1990, le groupe débute avec son premier album, Industrial, en compagnie du principal chanteur Mark Clayden à la place de JS, qui a contribué aux voix secondaires. Le groupe part ensuite dans une petite tournée avec Napalm Death.
Le groupe signe plus tard au label britannique Earache Records, par lequel leur EP intitulé Submit est distribué. Plus tard, Stuart Toolin quitte le groupe, et ce dernier engage Matt Godfrey pour combler sa place lors de soirées. Matt quitte le groupe lui aussi, et se voit remplacer par le batteur D.J. Walters ; le groupe devient désormais un quatuor. Leur second album, Desensitized, est commercialisé. Le groupe participe au Phoenix Festival (en) de Long Marston, au Royaume-Uni en 1995. Plus tard, le groupe fait paraître son album remix, The Remix War, avec d'autres groupes comme Biohazard et Therapy?. Il fait ensuite paraître un autre album, Infotainment? par la suite joué au Dynamo Open Air. Le groupe quitte Earache et rejoint le label Geffen Records. En cette même période, il change son nom de groupe 'Pitch Shifter' pour 'Pitchshifter', et recrute l'ancien guitariste de tournée du groupe The Prodigy, Jim Davies. Le groupe fait paraître son single Genius, qui sera inclus dans le jeu vidéo Test Drive 5 et le film Mortal Kombat : Destruction finale, puis certifié disque de platine. En 1998, le groupe fait paraître son quatrième album, www.pitchshifter.com, l'album le plus vendu avec 60 000 d'exemplaires écoulés aux États-Unis. Le groupe participe ensuite à l'Ozzfest 1998 et au festival Livid pour la promotion de leur album. En 1999, ils participent au Reading Festival et encore au Dynamo.

### Deviantpuis pause (2000-2003)
En 2000, le fondateur Johnny Carter et le batteur D.J. Walters quittent le groupe, et se voient remplacer par le guitariste Matt Grundy et le batteur Jason Bowld, respectivement. Le groupe fait ensuite paraître son cinquième album studio, Deviant, avec quelques apparitions du batteur John Stanier et de Jello Biafra. Le groupe participe également à l'Ozzfest la même année. En 2001, Matt quitte le groupe, et se voit remplacer par Dan Rayner en 2002. Aux alentours de 2002, le groupe se joint à Sanctuary et commercialise son sixième album PSI. Le groupe participe à quelques soirées jusqu'en 2003, où il annonce être en « pause à durée indéterminée ».

### Projets parallèles (2003-2006)

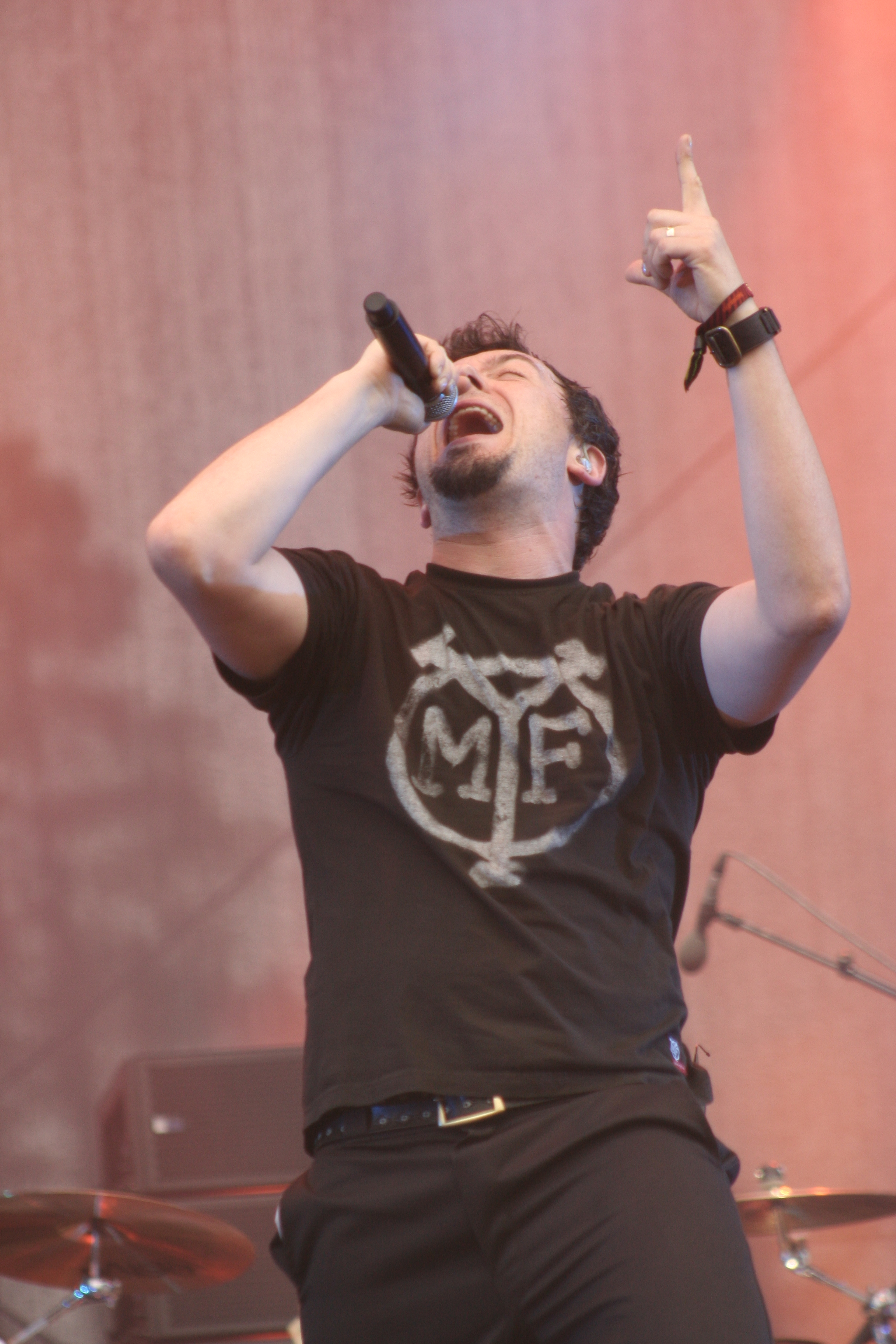
Le chanteur JS Clayden, en juin 2008.

À cette période, Jim Davies revient dans le groupe The Prodigy, tandis que Dan travaille avec Drawbacks, et son frère Tim Rayner, qui a ensuite rejoint Pitchshifter. Jon forme le groupe de rock alternatif nommé Doheny, avec l'ancien guitariste de The Cult, Billy Morrison. Mark quitte ensuite The Blueprint et forme, avec Jason, This Is Menace (en), un groupe composé de membres de plusieurs groupes dont Carcass, Napalm Death, SikTh, Send More Paramedics (en), Funeral for a Friend et earthtone9.
Doheny se sépare et JS fonde son propre label, PSI Records (en), et en 2003, fait paraître la compilation Bootlegged, Distorted, Remixed and Uploaded et le DVD P.S.I.entology. En 2005, This Is Menace fait paraître son premier album, No End in Sight, au label PSI Records. Jon, pendant ce temps, est enseignant au Recording School de Los Angeles et a également été l'invité d'une tournée avec Pigface durant laquelle il y a chanté le titre Insect/Suspect de Pigface, et le titre Genius de Pitchshifter.

### Retour etNone for All and All for One(2006-2008)
Fin 2006, des rumeurs circulent selon lesquelles la reformation du groupe s'effectuerait ; elles sont plus tard affirmées par le groupe lors de la tournée Back From the Dead, supportée par d'autres groupes dont Funeral for a Friend. Davies, cependant, ne rejoint pas le groupe, préférant une carrière solo, et se voit remplacer par Tim Rayner. Le groupe fait ensuite paraître l'EP None for All and All for One, dont quelques exemplaires gratuits sont distribués lors de soirées. En 2008, le groupe, aux côtés de Carcass et Cathedral, forment le Damnation Festival.

### Dernières activités (depuis 2008)
En 2009, le groupe annonce sa participation à un nouvel album sur son site officiel. Le frontman JS Clayden explique « ça fait du bien de revenir au studio. On bosse sur cet album avec un son de guitare différent, comme on ne l'a jamais fait avant [...]. » Fin 2009, le guitariste Tim Rayner est diagnostiqué de lymphocyte B pendant ses vacances en Australie. En février 2010, il revient au Royaume-Uni pour y démarrer une radiothérapie. Le groupe participe au Wakefield Rock Festival le 15 mai 2010,.
En janvier 2015, le groupe ne donne plus de détails sur un nouvel album qu'il devrait faire paraitre la même année. En juin 2016, le groupe tweete « On cherche à faire quelques concerts pour février 2018 au Royaume-Uni. Y a-t-il quelqu'un qui s'en soucie encore !?!? ».

## Membres

### Membres actuels
- Jon « JS » Clayden — chant (depuis 1989)
- Mark D. Clayden — basse, anciennement au chant (depuis 1989)
- Jason Bowld — batterie, percussions (depuis 2000)

### Membres de tournée
- Dan Rayner — guitare solo, chant secondaire (depuis 2002)
- Tim Rayner — guitare rythmique (depuis 2003)
- Matt Grundy — guitare rythmique (2000-2002)
- Matt Godfrey — guitare rythmique (1992)
- Dave « D.J. » Walters — batterie, percussions (1993-1999)

### Anciens membres
- Jonathan Alan « Johnny » Carter — guitare rythmique, guitare solo (1989-2000)
- Stuart E. Toolin — guitare rythmique (1989-1992)
- Jim Davies — guitare solo, chant secondaire (1998-2002)

### Invités
- Jello Biafra — chant
- Nosaj — chant
- John Stanier — batterie, percussions
- Keith York — batterie, percussions
- Logan Mader — guitare

## Discographie
- 1991 : Industrial
- 1992 : Submit
- 1993 : Desensitized
- 1996 : Infotainment?
- 1998 : www.pitchshifter.com
- 2000 : Deviant
- 2002 : PSI